# Forte da Praia da Consolação

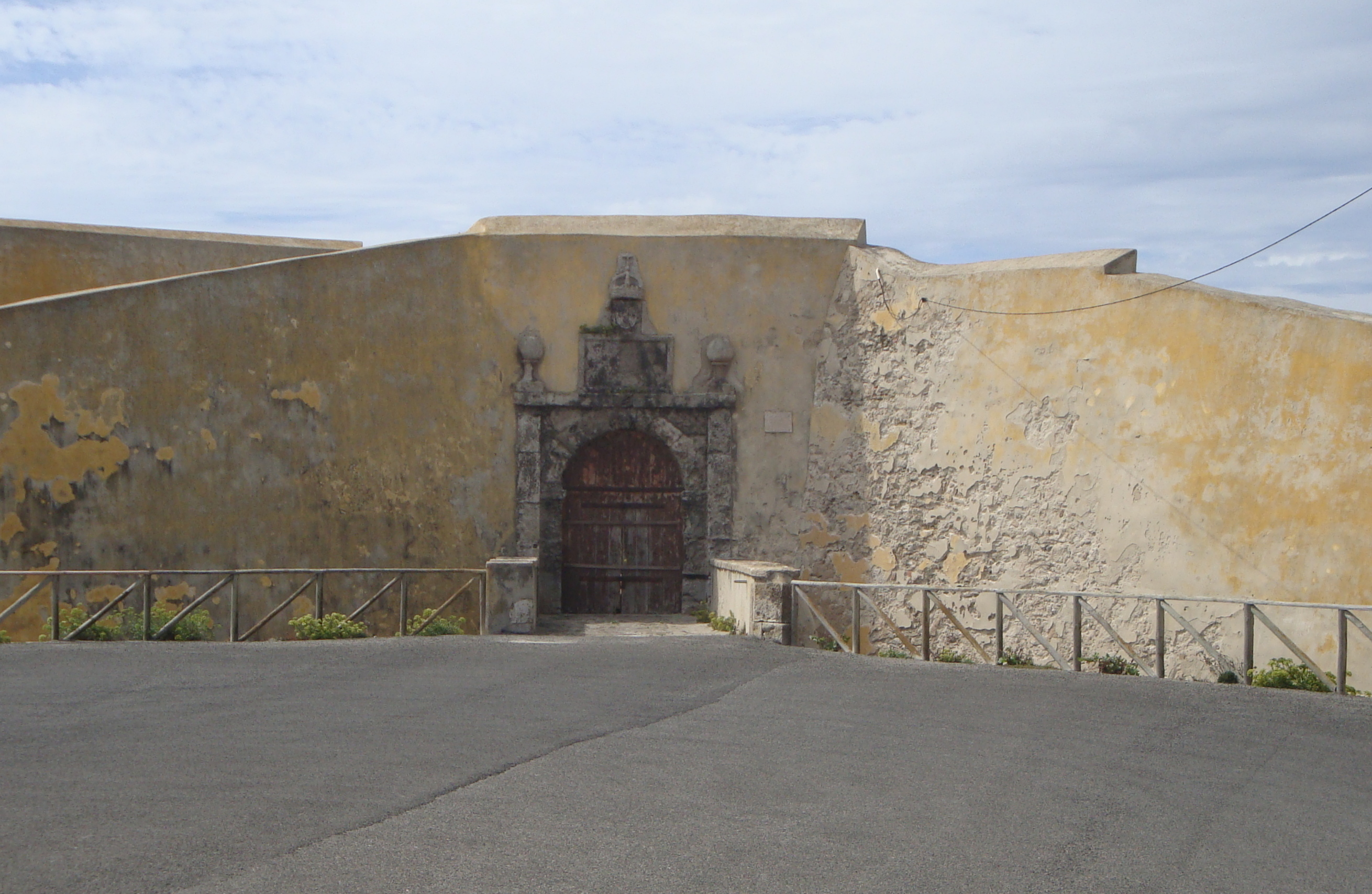
Forte da Praia da Consolação

O Forte da Praia da Consolação localiza-se na freguesia de Atouguia da Baleia, município de Peniche, distrito de Leiria, sub-região do Oeste, em Portugal.
O Forte da Praia da Consolação está classificado como Monumento Nacional desde 1978.

## História
Foi erguido no contexto da Guerra da Restauração da independência de Portugal, por iniciativa de D. Jerónimo de Ataíde, 6.º Conde de Atouguia e senhor de Peniche, no ano de 1641, para reforço da defesa da enseada sul de Peniche, cruzando fogos com a Praça-forte de Peniche. A obra ficou terminada em 1645, tendo sofrido obras de ampliação em 1665.
No contexto da Guerra Peninsular, em 1800, a leste desta fortificação, foi erguida uma bateria com 15 canhoneiras para novo reforço da defesa da enseada.
Encontra-se classificado como Monumento Nacional desde 1978. O forte é cedido pelo Estado à Câmara Municipal de Peniche em agosto de 2017 com fins museológicos,  "um dedicado ao património geológico do concelho" e outro "ao património histórico militar da região de Peniche, no qual esta fortificação se integra". 

## Características

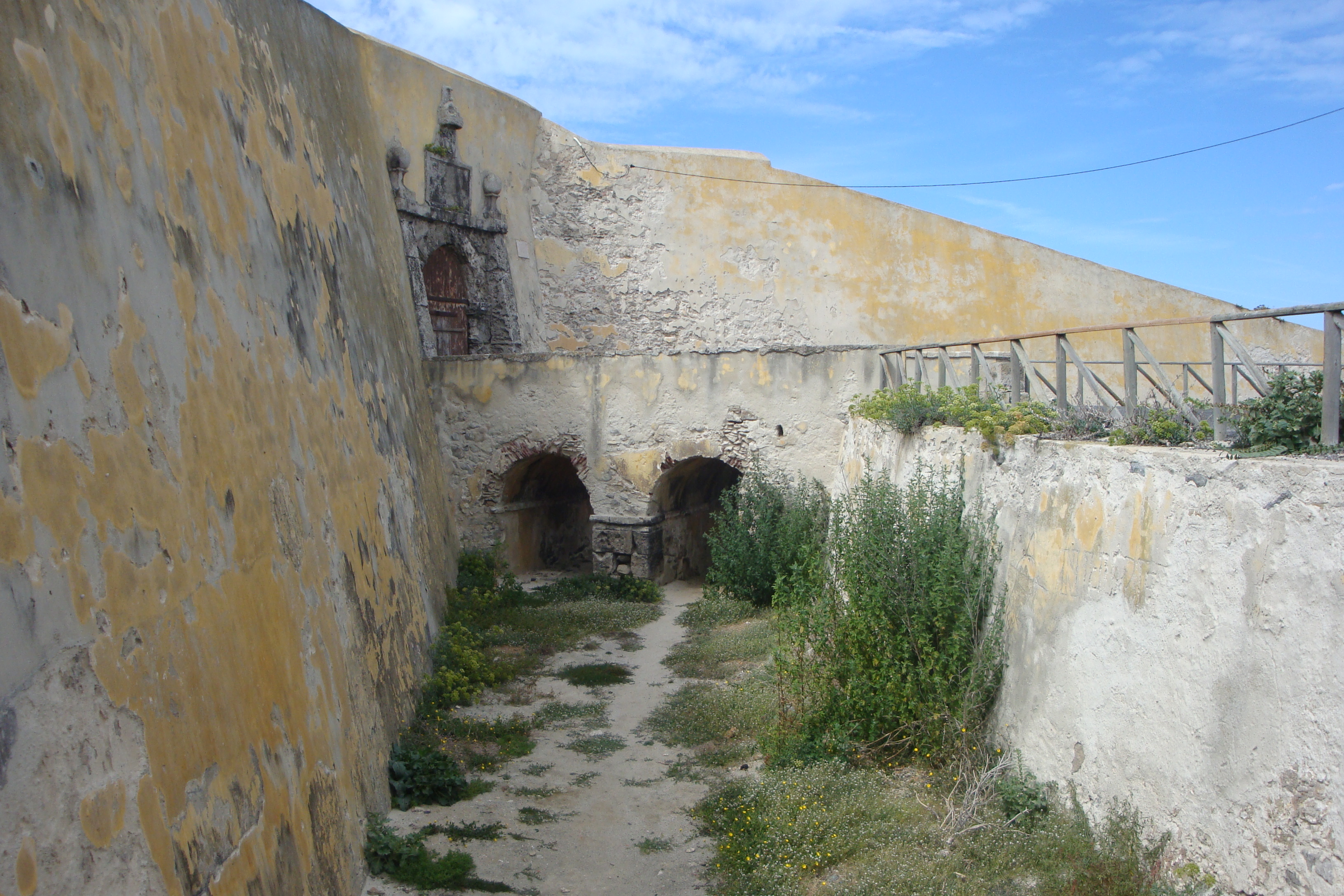
Fosso

Fortificação marítima, em posição dominante sobre um pequeno promontório, apresenta planta estrelada, com quatro baluartes triangulares e cinco plataformas onde ficavam dispostas as bocas de fogo.
Exteriormente é rodeada por um fosso, ultrapassado uma ponte. O portão de armas, encimado por uma lápide com uma inscrição epigráfica alusiva à fundação e edificação do forte e pelo escudo nacional coroado, é de arco de volta perfeita, com moldura de aparelho rusticado ladeado por duas pilastras.